# بريان أولسن
بريان أولسن (بالإنجليزية: Bryan Olesen)‏ هو موسيقي أمريكي، ولد في 1 نوفمبر 1973.